# 郭漢辰
郭漢辰（1965年3月11日—2020年3月25日），臺灣屏東縣屏東市人，作家。

## 生平
1965年，郭漢辰出生於屏東市，生日為3月11日，學歷為世界新聞專科學校（今世新大學）、成功大學台灣文學碩士，小說作品曾被葉石濤評選為首獎，曾任《民生報》駐屏東記者，2006年離開報業後成為專職作家。著作超過卅本，主要書寫故鄉屏東，2008年與同好成立屏東縣阿緱文學會。
郭漢辰在2016年協助屏東縣文化處拍攝張曉風紀錄片後，萌生向縣府承租張曉風舊居的念頭，遂在2015年張曉風舊居修復完成，提案徵選進駐，於2019年9月1日在此設立老屋書店「永勝5號」，推廣文學、閱讀。
2020年3月25日凌晨，因肝病去世，享年55歲。獨生女談到父親為了文學夢四處奔波，從沒抱怨過這條路的艱辛，住院時仍掛心哪一篇文章還沒交，心還是向著文學，為創作而活。縣政府頒發褒揚狀以表揚他對在地文學的貢獻，也計畫2020年南國漫讀節為他開闢主題活動。

## 作品

### 詩集
- 《每天帶著一點遺憾在轉動》
- 《屏東詩旅手札》

### 長篇小說
- 《記憶之都》
- 《總統大選-暗黑的開端》

### 中篇小說
- 《回家》

### 短篇小說
- 《封城之日》
- 《誰在綠洲唱歌》
- 《剝離人》
- 《海枯的那天》；

### 散文集
- 《和大山大海說話》
- 《幸福迎向死亡》
- 《沿著山的光影》
- 《穿走母親河畔》
- 《揹山的人》

### 繪本
- 《光之戀》

- 《我的同學是百歲老厝阿公》

### 報導文學
- 《看見，臺灣希望的光-交通部鐵路改建工程局三十周年專書》
- 《父親的手提箱》

## 外部連結
- 郭漢辰的Facebook專頁
- 南方文學不落城 -郭漢辰文學館 - udn部落格 （页面存档备份，存于）